# Annabel Croft
Annabel Croft (Farnborough, 12 luglio 1966) è un'ex tennista e conduttrice televisiva britannica.
Attualmente conduce programmi sportivi su Eurosport e Sky Sport.

## Carriera
In carriera ha vinto un titolo nel singolare, il San Diego Open nel 1985. Nei tornei del Grande Slam ha ottenuto il suo miglior risultato raggiungendo il terzo turno nel singolare a Wimbledon nel 1984 e agli US Open nel 1986.
In Fed Cup ha disputato un totale di 11 partite, ottenendo 9 vittorie e 2 sconfitte.

## Statistiche

### Singolare

#### Vittorie (1)
| Numero | Anno           | Torneo                    | Superficie | Avversaria in finale | Punteggio |
| 1.     | 29 aprile 1985 | San Diego Open, San Diego | Cemento    | Wendy Turnbull       | 6-0, 7-6  |